# Абу Ях'я ат-Тінмалалі
Абу Ях'я Мухаммад ібн Алі ібн Абі-Імран ат-Тінмалалі (араб. ابو يحي محمد بن علي بن أبي ععمرانن التنملالي; д/н — 1229) — валі Аль-Джаззира аль-Шаркуйя лі-лі-Андалус у 1208—1229 роках.

## Життєпис
Походив з міста Тінмел в Марокко. 1208 року призначається валі Аль-Джаззира аль-Шаркуйя лі-лі-Андалус (Балеарських островів). 1212 року після поразки Альмохадів у битві при Навас-де-Толосі обрав курс на здобуття незалежності, лише номінально визнавав альмохадських халіфів.
Намагався встановити союзні стосунки з Ібн Худом, що підкорив Аль-Андалус та вів перемовини з християнськими держави. Втім 1228 року кортеси Каталонії прийняли рішення щодо походу проти ат-Тінмалалі. Підтримку королю Хайме I надав папа римський Григорій IX, що огоосив кампанію проти Майорки хрестовим походам та заборонив продавати зброю та іншу амуніцію Абу Ях'ї ат-Тінмалалі.
Про валі виступив флот у 150 суден, де перебувало 1,5 тис. лицарів та 15 тис. піхоти. Він сам мав за різними відомостями від 18 до 42 тис. піхоти і 2—5 тис. кінноти. Водночас валі довелося придушити повстання свого стрийка Абу Гасана. 1229 року християнське військо висадилося на Майорці. Абу Ях'я ат-Тінмалалі сподівався використати чисельну перевагу, але зазнав поразки у битві біля Портопі. Невдовзі опинився обложеним в столиці Медина-Маюрка. 31 грудня 1229 року місто впало, в результаті чого було знищено усіх мусульман разом з ат-Тінмалалі. Втім мусульманський спротив тривав до кінця 1231 року.
Сина ат-Тінмалалі — Ях'ю —1234 року було хрещено під ім'ям Хайме. Він став 1-м бароном Готора і Ільюеки.